# هشام الحمداوی
هشام الحمداوی (انگلیسی: Hicham El Hamdaoui؛ زادهٔ ۱۸ نوامبر ۱۹۹۵) بازیکن فوتبال اهل فرانسه است.